# دالاس (مجموعه تلویزیونی ۱۹۷۸)
دالاس (انگلیسی: Dallas) یک مجموعه تلویزیونی محصول شبکه سی‌بی‌اس آمریکا است.
این مجموعه تلویزیونی که در ۱۴ فصل ۳۵۷ قسمتی ساخته شده است اولین قسمت آن در ۲ آوریل ۱۹۷۸ و آخرین قسمت آن در ۳ مه ۱۹۹۱ پخش شده است.

## فصل‌ها
| فصل‌ها | فصل‌ها | قسمت‌ها | تاریخ رسمی پخش  | تاریخ رسمی پخش | رتبه | بینندگان (میلیون) |
| فصل‌ها | فصل‌ها | قسمت‌ها | اولین قسمت      | آخرین قسمت     | رتبه | بینندگان (میلیون) |
| ----- | ----- | ------ | --------------- | -------------- | ---- | ----------------- |
|       | ۱     | ۵      | ۲ آوریل ۱۹۷۸    | ۳۰ آوریل ۱۹۷۸  | #۴۴  | —                 |
|       | ۲     | ۲۴     | ۲۳ سپتامبر ۱۹۷۸ | ۳۰ مارس ۱۹۷۹   | #۱۵  | ۱۶٫۸              |
|       | ۳     | ۲۵     | ۲۱ سپتامبر ۱۹۷۹ | ۲۱ مارس ۱۹۸۰   | #۶   | ۱۹٫۱              |
|       | ۴     | ۲۳     | ۷ نوامبر ۱۹۸۰   | ۱ مه ۱۹۸۱      | #۱   | ۲۷٫۶              |
|       | ۵     | ۲۶     | ۹ اکتبر ۱۹۸۱    | ۹ آوریل ۱۹۸۲   | #۱   | ۲۳٫۲              |
|       | ۶     | ۲۸     | ۱ اکتبر ۱۹۸۲    | ۶ مه ۱۹۸۳      | #۲   | ۲۰٫۵              |
|       | ۷     | ۳۰     | ۳۰ سپتامبر ۱۹۸۳ | ۱۸ مه ۱۹۸۴     | #۱   | ۲۱٫۵              |
|       | ۸     | ۳۰     | ۲۸ سپتامبر ۱۹۸۴ | ۱۷ مه ۱۹۸۵     | #۲   | ۲۰٫۹۷             |
|       | ۹     | ۳۱     | ۲۷ سپتامبر ۱۹۸۵ | ۱۶ مه ۱۹۸۶     | #۶   | ۱۸٫۸              |
|       | ۱۰    | ۲۹     | ۲۶ سپتامبر ۱۹۸۶ | ۱۵ مه ۱۹۸۷     | #۱۱  | ۱۸٫۶              |
|       | ۱۱    | ۳۰     | ۲۵ سپتامبر ۱۹۸۷ | ۱۳ مه ۱۹۸۸     | #۲۱  | ۱۵٫۲              |
|       | ۱۲    | ۲۶     | ۲۸ اکتبر ۱۹۸۸   | ۱۹ مه ۱۹۸۹     | #۲۹  | ۱۳٫۹              |
|       | ۱۳    | ۲۷     | ۲۲ سپتامبر ۱۹۸۹ | ۱۱ مه ۱۹۹۰     | #۴۳  | —                 |
|       | ۱۴    | ۲۳     | ۲ نوامبر ۱۹۹۰   | ۳ مه ۱۹۹۱      | #۶۱  | —                 |